# Natalie Babbitt
Pour les articles homonymes, voir Babbitt.
Natalie Babbitt, née Natalie Zane Moore le 28 juillet 1932 à Dayton (Ohio) et morte le 31 octobre 2016 à Hamden (Connecticut), est une illustratrice et auteure de littérature jeunesse américaine.

## Biographie
Elle est l'épouse de Samuel Fisher Babbitt.

## Publications

### Romans jeunesse
- Le Plus délicieux des délices (The Search for Delicious, 1969), Flammarion Castor Poche, 1986
- Les Yeux de l'Amaryllis  (The Eyes of the Amaryllis, 1977), traduit de l'américain par Claire Devarrieux, Gallimard, Page Blanche (collection), 1987
- La Source enchantée (Tuck Everlasting, 1977), Castor Poche, 1987
- Le Mugigruff : la bête du Mont Grommelon (Knee-knock rise, 1970), trad. de l'anglais (États-Unis) par Rose-Marie Vassallo, ill. de Natalie Babbitt, Flammarion, 1993

### Recueil de nouvelles
- Dix histoires de Diable (The Devil's Storybook, 1974), Castor Poche, 1993

## Prix et distinctions
- 1971 : Finaliste Médaille Newbery pour Knee-Knock Rise (Le Mugigruff : la bête du Mont Grommelon)
- 1978 : (international) « Honor List »[3], de l' IBBY, catégorie Auteur, pour Tuck Everlasting (La Source enchantée)
- 1982 : Sélection Prix Hans Christian Andersen[4], catégorie Écriture
- 1988 : Prix Sorcières[5] catégorie Roman, pour Les Yeux de l'Amaryllis  (The eyes of Amaryllis